# هارون فنتون
هارون فنتون (بالإنجليزية: Aaron Fenton)‏ هو لاعب اللاكروس أمريكي، ولد في 18 يناير 1982 في فيلادلفيا في الولايات المتحدة.